# Episodio pluviale Carnico
| Periodo                                                                                     | Epoca                | Piano          | Età (Ma)        |
| ------------------------------------------------------------------------------------------- | -------------------- | -------------- | --------------- |
| Giurassico                                                                                  | Giurassico inferiore | Hettangiano    | Più recente     |
| Triassico                                                                                   | Triassico superiore  | Retico         | ~205,7          |
| Triassico                                                                                   | Triassico superiore  | Norico         | ~227,3          |
| Triassico                                                                                   | Triassico superiore  | Carnico        | ~237            |
| Triassico                                                                                   | Triassico medio      | Ladinico       | 241,464 ± 0,28  |
| Triassico                                                                                   | Triassico medio      | Anisico        | 246.7           |
| Triassico                                                                                   | Triassico inferiore  | Olenekiano     | 249,9           |
| Triassico                                                                                   | Triassico inferiore  | Induano        | 251,902 ± 0,024 |
| Permiano                                                                                    | Lopingiano           | Changhsingiano | Più antico      |
| Suddivisione del Triassico secondo la Commissione internazionale di stratigrafia dell'IUGS. |                      |                |                 |

Per episodio pluviale Carnico o evento pluviale Carnico si intende un'estinzione di massa, che comportò una drammatica riduzione nel numero delle specie viventi sulla Terra, avvenuta circa 232-233 milioni di anni fa, ritenuta una delle maggiori estinzioni faunistiche verificatesi durante il Fanerozoico. Tale evento portò alla scomparsa di molte specie marine e continentali esistenti, oltre che un cambiamento degli ecosistemi, cambiamento che perdura ancora a tutt'oggi.

## Descrizione

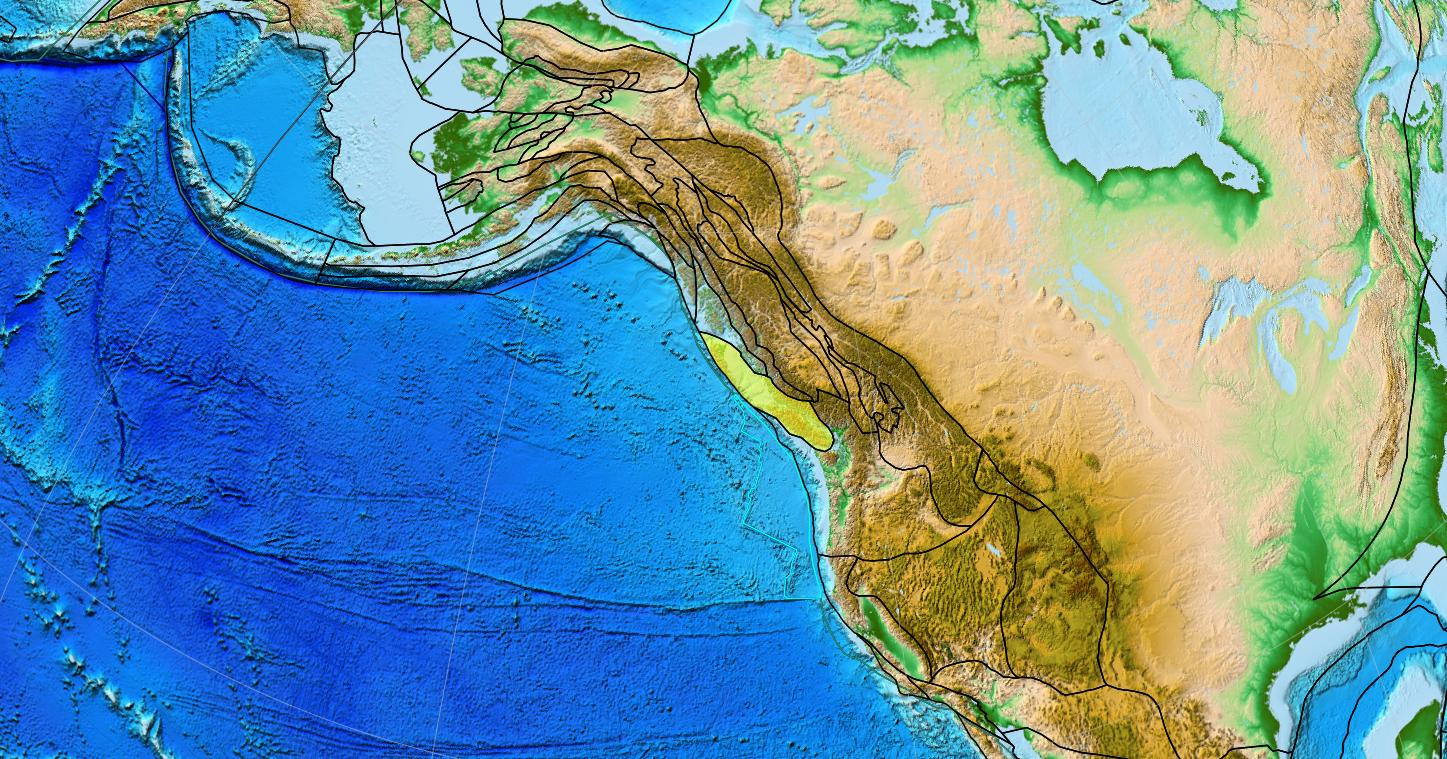
Posizione attuale della Wrangellia (colorata in giallo).

Circa 232-233 milioni di anni fa un evento vulcanico, di cui permangono testimonianze in Canada occidentale ed in Alaska, nel terrane della Wrangellia, corrispondente all'incirca all'area dell'attuale catena montuosa Wrangell, sconvolse gli ecosistemi globali in un modo così radicale che il cambiamento perdura ancora ad oggi. L'impatto del cambiamento climatico collegato alle eruzioni fu talmente forte da determinare una nuova estinzione di massa, che però permise una grande fase di diversificazione.
Dall'esame delle prove geologiche e paleontologiche raccolte in decenni di rilievi sul campo, analisi di laboratorio e modellizzazioni e sono arrivati a individuare in un'enorme eruzione vulcanica, che produsse circa un milione di chilometri cubi di magma, la causa di un improvviso cambiamento climatico che si manifestò con una fase di riscaldamento globale associata ad un forte aumento delle precipitazioni che durò un milione di anni.
Prove di questo catastrofico evento sono state trovate su rocce delle Alpi orientali, in particolare delle Dolomiti e nel Somerset inglese dove furono individuati per la prima volta negli anni '80 del XX secolo dai ricercatori britannici Michael J. Simms e Alastair Ruffell, risalenti a quel periodo. Sono stati analizzati gli isotopi stabili del carbonio nelle rocce che registrano il lasso temporale che va da poco prima a dopo il cambiamento climatico. Queste analisi hanno permesso di comprendere che grandi quantità di anidride carbonica sono state iniettate nell'atmosfera all'inizio della variazione climatica e che questa è molto probabilmente legata ad una intensa attività magmatica. La perturbazione si è protratta per circa un milione di anni e che è avvenuta in più emissioni distinte. La perturbazione del ciclo del carbonio è coeva ad una crescita della temperatura globale di circa 6 °C e ad un aumento dell'intensità delle precipitazioni. Tutto ciò è molto simile a quanto osservato anche per altre grandi estinzioni del passato: rapide emissioni di CO2 causano vasti cambiamenti ambientali e distruzione degli ecosistemi.
L'episodio pluviale carnico non ha avuto un impatto paragonabile a quello di altre grandi estinzioni di massa ma ha comportato la nascita di ecosistemi che sono presenti ancora oggi come le prime moderne foreste di conifere e le barriere coralline, oltre che favorire quelli che diventeranno i dominatori della restante era mesozoica, i dinosauri.
Con l'episodio pluviale carnico accade che da allora nelle rocce di mare aperto si trovi una quantità significativa di carbonato di calcio prodotto da microrganismi marini e questo fu un cambiamento radicale perché prima di questo evento nessun organismo oceanico produceva carbonato.